# إيرين غيلبرت
إيرين غيلبرت (بالإنجليزية: Irene Gilbert)‏ هي ممثلة أمريكية، ولدت في 25 أغسطس 1934، وتوفيت في 21 مايو 2011 بسبب مرض آلزهايمر.

## وصلات خارجية
- إيرين غيلبرت على موقع IMDb (الإنجليزية)
- إيرين غيلبرت على موقع قاعدة بيانات الفيلم (الإنجليزية)